# Eva (Dent d'ours)
Eva est le cinquième tome de la série de bande dessinée Dent d'ours produite par Yann (scénario) et Alain Henriet (dessin). L'album est prépublié dans Spirou et sort aux éditions Dupuis le 26 mai 2017.